# Довлатян, Альберт Арамович
Альберт Арамович Довлатян (род. 15 июля 1946, Тбилиси) — доктор медицинских наук, профессор. Один из известных специалистов в области медицины по разработке методик проведения восстановительных урологических операций при туберкулёзе и неспецифических заболеваниях мочевых путей.

## Биография
Довлатян Альберт Арамович родился 15 июля 1946 г. в городе Тбилиси Грузинской ССР. Армянин. В 1965 году окончил тбилисскую русскую общеобразовательную школу с золотой медалью и поступил в Первый Московский медицинский институт на лечебный факультет.
В 1971 году с отличием окончил полный курс вышеуказанного института по специальности «лечебное дело».
С 1971 по 1973 год обучался в клинической ординатуре при институте клинической и экспериментальной онкологии АМН СССР по специальности «абдоминальная хирургия».
Под непосредственным руководством известного хирурга Евгения Оттовича Ковалевского освоил основы и технику выполнения кишечного шва. В клинической ординатуре проявил интерес и склонность к научно-исследовательской работе.
С 1973 по 1986 год работал в урогенитальном отделении Московского Научно-исследовательского института туберкулеза Минздрава РСФСР (в настоящее время «ФГБУ Национальный исследовательский медицинский центр фтизиопульмонологии и инфекционных заболеваний Минздрава РФ») (руководитель — профессор Мочалова Татьяна Петровна) в должности младшего, а с 1979 года — старшего научного сотрудника. Под руководством одного из организаторов фтизиоурологической службы страны профессора Т. П. Мочаловой защитил кандидатскую, а в 1985 г. — докторскую диссертацию.
Основные положения докторской диссертации опубликованы в 1993 и 2008 годах в двух монографиях (издательство «Медицина»).
В урогенитальном отделении А. А. Довлатян принимал участие в научной работе по следующим направлениям:
- химиотерапия туберкулеза почки и мочевых путей;
- восстановительные операции при посттуберкулезных рубцово-склеротических изменениях мочеточника и мочевого пузыря;
- совершенствование форм организационно-методической помощи стационарам и специализированным санаториям РСФСР.

Довлатян А. А. являлся постоянным куратором медицинских учреждений Пензенской и Тульской областей, в числе которых Тульский областной противотуберкулезный диспансер, Пензенский туберкулезный госпиталь ИОВ, а также санатория «Глуховская» (Башкирская АССР), где лечились больные мочеполовым туберкулезом.
Он оказывал постоянную помощь практическим врачам, а также регулярно выезжал в служебные командировки, во время которых проводил показательные урологические операции на мочевых путях и обучал медицинский персонал технике их выполнения.
Работая в институте туберкулеза, Довлатян А. А. освоил и усовершенствовал технику выполнения трудоемких восстановительных операций у больных с рубцово-сморщенным мочевым пузырем. У больных с микропузырем и хронической почечной недостаточностью он разработал различные модификации кишечной пластики мочевого пузыря с использованием отрезка сигмовидной кишки. Лично им произведено свыше 150 сигмоцистопластик. Высокая эффективность выполненных Довлатяном А. А. операций подтверждена отдаленными результатами, прослеженными через 5, 10, 15, 20 и более лет.
Значительный опыт практической работы, большое количество опубликованных работ в центральных журналах («Урология», «Вестник Хирургии им. Грекова» и др.), а также многочисленные выступления на научных конференциях и заседаниях общества урологов снискали Довлатяну А. А. известность как одному из самых высококвалифицированных специалистов по кишечно-пузырной пластике.
С 1986 по 2006 год Довлатян А. А. работал в должности заведующего урологическим отделением 20-й городской клинической больницы (ныне — больница им. А. К. Ерамишанцева).
Учитывая специфику входящего в состав больницы родильного дома (беременные с почечной патологией), урологическое отделение было специализировано на оказание неотложной помощи беременным с острым пиелонефритом. Кроме общеурологических больных, в отделении концентрировались пациенты с гнойным пиелонефритом на фоне сахарного диабета, а также травмированные с изолированным и сочетанным повреждением органов мочеполовой системы.
По мере накопления практического опыта по тактике ведения и лечения указанного контингента больных, число благоприятных исходов постоянно увеличивалось.
В ходе активной хирургической деятельности Довлатян А. А. внедрил в практику отделения восстановительные операции при неспецифических заболеваниях и интраоперационной травме мочеточника и мочевого пузыря.
Под руководством профессора А. А. Довлатяна сотрудниками урологического отделения больницы были защищены три кандидатские диссертации.
Все это позволило А. А. Довлатяну изложить свое видение и личный опыт лечения указанного контингента урологических больных в целом ряде публикаций в журналах «Урология», «Акушерство и Гинекология», «Терапевтический Архив» и др.
С 1992 по 2000 год Довлатян А. А. по совместительству работал в должности профессора кафедры урологии и оперативной нефрологии РУДН.
В 1993 году ему присвоено ученое звание профессора по кафедре урологии.

## Монографии
Автор более 100 работ, в том числе пяти монографий:
- «Туберкулез мочеполовой системы» (под редакцией профессора Т. П. Мочаловой.", издательство «Медицина» 1993 г.),
- «Острый пиелонефрит беременных» (издательство «Медицина» 2004 г.),
- «Восстановительная хирургия мочевых путей» (издательство «Медицина» 2008 г.),
- «Травма органов мочеполовой системы» (издательство «Бином» 2012 г.),
- «Почечные осложнения сахарного диабета» (издательство «Бином» 2013 г.).